# Rawson Hart Boddam

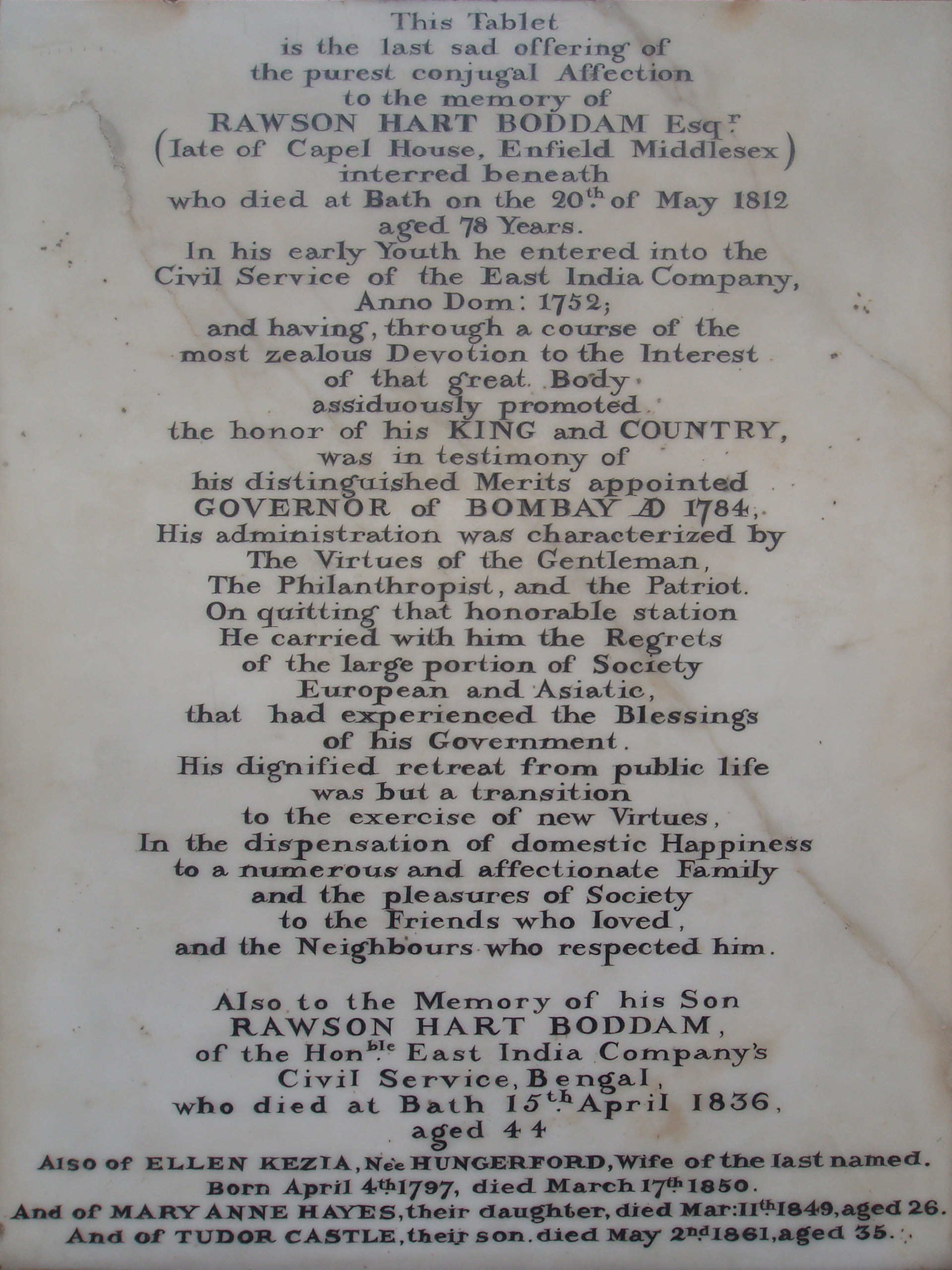
El epitafio de Rawson Hart Boddam, gobernante de Bombay (1784 - 1788) en la Abadía de Bath.

Rawson Hart Boddam (1734-20 de mayo de 1812, Bath) fue el exgobernante de Bombay durante el reinado de la East India Company en la India Británica desde 1784 hasta 1788.
Boddam entró en servicio en la East India Company en 1752. En 1760 se casó con Mary Sclater, la hermana de Elizabeth Draper, para quien Laurence Sterne escribió su Journal a Eliza aunque Mary murió pronto después de dar la luz a su hijo, Charles (1762-1811) y es enterrada en la Catedral de Santo Tomás de Mumbai.
Rawson Hart Boddam fue el primer gobernante de Bombay que fue pagado completamente por sueldo, a un sueldo de casi £10 000. Por una segunda mujer, Eliza María Tudor, tuvo nueve niños, y vivía en Capel House, Bull's Cross, cerca de Enfield cuando volvió a Inglaterra Murió con 78 años en mayo de 1812.